# ルドルフ・ミンコフスキー
ルドルフ・ミンコフスキー（Rudolph Minkowski, Rudolf Leo Bernhard Minkowski, 1895年5月28日 - 1976年1月4日）は、ドイツ生まれでアメリカで活躍した天文学者である。ウォルター・バーデとともに超新星・電波天文学の分野を研究した。スペクトル型の異なる2つの型に新星を分類した。電波天体の光学対応天体の同定などを行った。
ストラスブールに病理学者の息子に生まれた。数学者のヘルマン・ミンコフスキーは叔父である。ブレスラウ大学で物理を学んだが、第一次世界大戦の勃発により兵役についた。戦後ベルリン大学、ブレスラウ大学、ハンブルク大学などで働いた。1933年のナチスの人種法で、1935年教授の職を失うとアメリカに渡り、ウィルソン山天文台、パロマー天文台、カリフォルニア大学で研究を続けた。バーデとともに新星のスペクトル型による分類、はくちょう座Aなど電波源の光学対応天体を同定に業績をあげた。
1951年、アルバート・ウィルソンと小惑星(1620)ジオグラフォスを発見した。
1961年、ブルース・メダルを授与される。その他、月のクレーターにミンコフスキーの名を冠したものがある。